# Sănduleni (gmina)
Sănduleni – gmina w Rumunii, w okręgu Bacău. Obejmuje miejscowości Bârzulești, Coman, Mateiești, Sănduleni, Stufu, Tisa i Verșești. W 2011 roku liczyła 3863 mieszkańców.